# Närke tartomány
Närke Svédország egyik történelmi tartománya Svealandban. Szomszédai: Västergötland, Värmland, Södermanland, Västmanland és Östergötland tartományok.

## Megye
A tartomány a megye déli részén helyezkedik el.

## Történelem
1971 előtt feltérképezett városok:
- Askersund (1643)
- Kumla (1942)
- Örebro (kb. 1200)

## Földrajz
- Legmagasabb hegység: Kilsbergen
- Legnagyobb tó: Vättern
- Nemzeti park: Garphyttan

## Kultúra
A tartomány neve az itt élők nevéről kapta, amely régiesen Njarar (Njar) vagy Nerikjar. A nari, neri szűket jelent, és a szűk átjárókra utal, amelyek a tartományt jellemzik.

## Címer
A címert 1560-ban kapta. A tartomány hercegség is, ezért hercegi korona is látható a címeren.

## Külső hivatkozások
- Närke – Turistainformációk